# دهان‌پنبه‌ای
دهان‌پنبه‌ای یا آگکیسترودون (نام علمی: Agkistrodon) نام یک سرده از تیره گرزه‌ماران است.